# Szirmay család

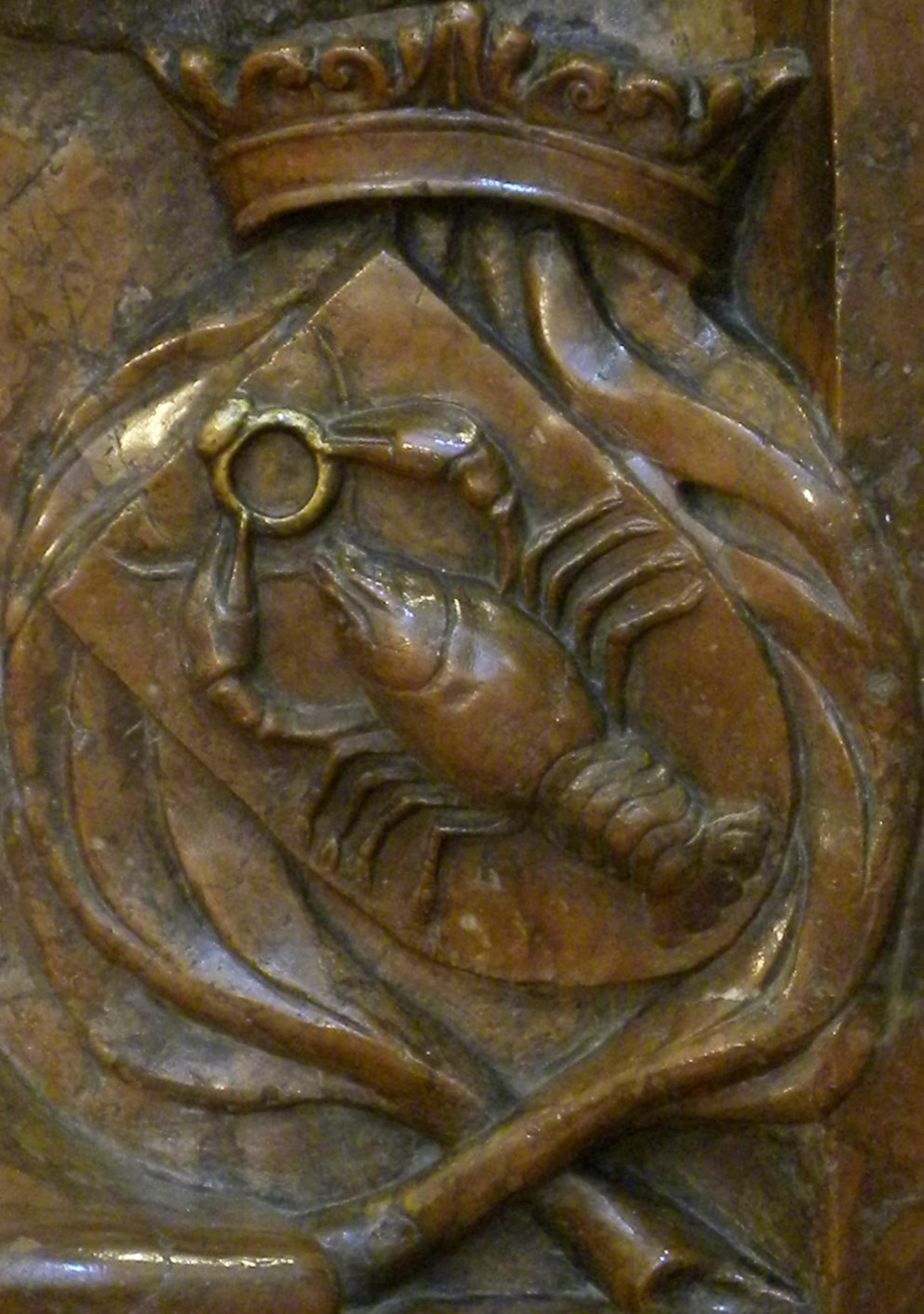
Szirmay címer

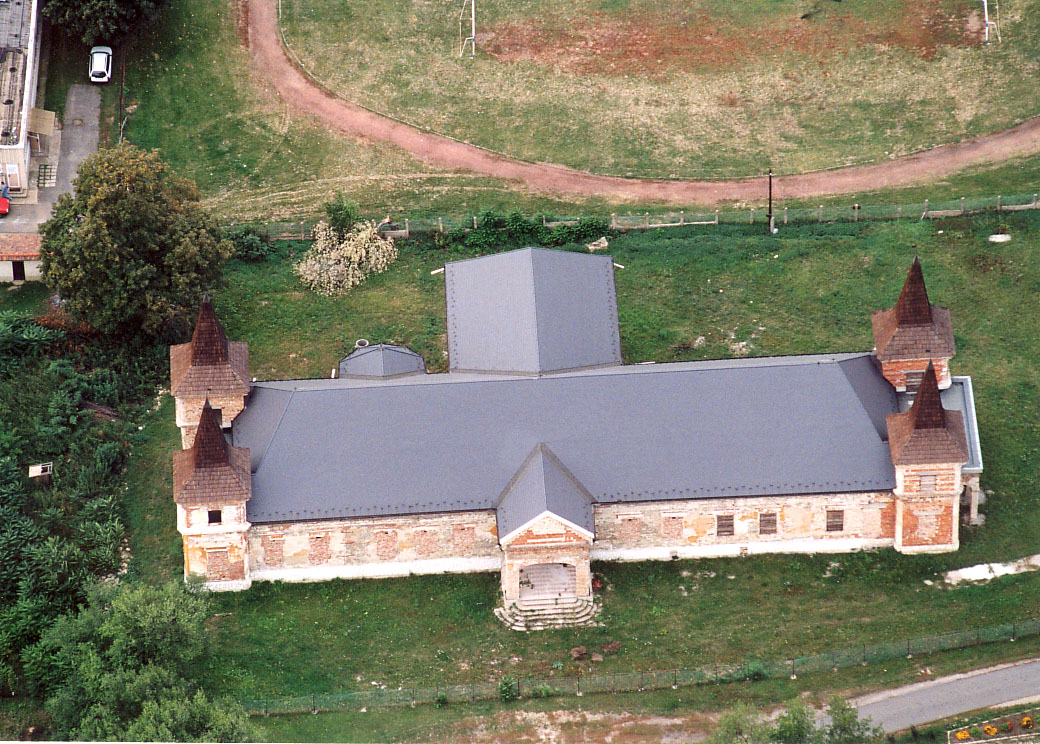
Szirmay kastély Szirmabesenyő, a Civertan felvételén

A Szirmay család (szirmai, szirmabessenyői, cserneki és tárkeöi) grófi család, mely Borsod és Ugocsa vármegyék egyik ősrégi tősgyökeres családja, mely később Zemplén, Szatmár, Sáros, Szepes, Ung, Nógrád és több más megyékbe is elterjedt.

## Története
A család első ismert őse egy Raak nevű vitéz volt, aki 1241-ben a Sajó melletti, muhipusztai végzetes ütközetig viszi fel nemzetségtábláját. E ütközetben egy bizonyos Raak nevű vitéz 38 rokonával harcolt a király oldalán, a tatárok ellen, mikor a király védelmében úgy ő maga, mint rokonainak nagy része elvérzett. E tette elismeréseképpen utódai a tatárok elvonulása után a tornavármegyei Szántó helységet kapták királyi adományul. A családi címerben szereplő vörös rákot e Raak vitézzel hozza összefüggésbe a hagyomány, melyet (Zsigmond király engedélyezése folytán) feje fölött ollóival zöld borostánykoszorút tartva ábrázoltak. A tornavármegyei Szántó előtti eredeti lakhelye, ahová a magyarok bejövetelekor megtelepedtek a Szerémségben fekvő Szirma helység volt, innen eredt utóbb a Szirmay helységnév és családnév; igen valószínű, hogy ő alapította később a Borsod megyében fekvő Szirma helységet is, melyről utódai nevezve lettek.
A családalapító ősnek, Raak-nak három fia Ottobor, Janus és Cheburka volt, tőlük terjedt el aztán a szirmai nemzetség Borsod, Sáros, Zemplén, Ugocsa és más vármegyékbe.
Raak fiai közül Janus volt az, ki 1260 körül a Sajó partján Szirma várát építtette, mások szerint megújíttatta. A Szirmai név eredetét a hagyomány egyébként nem ezen vártól, hanem a családnak állítólagos ősi fészkétől a Szerémségben fekvő  Szirmiától (a mai Szerémség) származtatja, ahonnan bizonytalan időben költöztek át a család tagjai a Sajó mellékére.
Raak fiai közül:
- Ottobor – szántói birtokát elcserélte IV. László királlyal az ugocsavármegyei Hetény községgel, melynek birtokában  megerősítette őt és Chebuka nevű testvére gyermekeit is  III. András király 1295-ben.

Ottobor egyik unokája Miklós ugocsai főispán Ugocsa vármegyében 1300 táján Szirma helységet alapította, ez időtől fogva a család két fő ágra: a borsodi és ugocsaira vált szét.

## Ugocsai ág
Az ugocsai ágból nevezetesebbek:
- Dénes – ugocsai alispán, vitéz halált halt a mohácsi csatamezőn 1526-ban
- Lajos – 1560-ban Ecsed várának hős védője volt.
- Antal – történetiró. Eperjesen született 1747 junius 20.-án, meghalt Szinyéren, 1812 szeptember 19-én. 1773-ban zemplénvármegyei aljegyző, 1777-ben ugyanott főejgyző, 1785-ben királyi

táblai ülnök, 1787-ben királyi udvari tanácsos és a tiszáninneni tábla elnöke. 1790-ben és 1796-ban Zemplén vármegye országgyűlési képviselője volt.
Latin nyelvü történeti és helytörténeti munkáin kívül magyar nyelven megjelentek tőle:
- Magyarázattya azon szóknak, melyek a magyarországi polgári s törvényes dolgokban előfordulnak, némely rövidebb formákkal (Kassa 1806)
- A tokaji, vagyis hegyaljai szőllőknek ültetéséről, jó míveléséről, a szüretelésről, a borok csinálásáról (Pest 1810)
- II. József az Elizion mezején (Eleutherius Pannonicus álnév alatt, Pest 1790)
- II. Leopold magyar király, Fleuterinek egy magyar prófétálása szerint (fordítás Keresztury József német munkája után, 1790)
- A Szirmay nemzetségnek történetei.

## A borsodi ág kiválóbb tagjai
- Balázs – Jadra ostrománál (1352) Nagy Lajos király szemei előtt esett el
- Simon – Nápolyi András tárnokmestere ennek testvére
- Pál (Simon testvére) – Nagy Lajos királynak olaszországi hadjárataiban hű kísérője
- Miklós – egri kanonok, később (1425 körül) egri püspök
- Péter – Zsigmond király udvari kápolnájának őre, ki e tisztségéből eredően 1414-ben részt vett a konstanzi zsinaton
- Pál Eger védelménél szerzett magának hírnevet
- Péter – 1646-tól zempléni alispán és több alkalommal országgyülési követ volt, gyermekei közül István és Miklós kiváló szerepet játszottak a Thököly- és Rákóczi-féle szabadságharcokban. Az előbbi két ízben került egészen ártatlanul német rabságba s öt esztendőn át fogva tartatott; még első fogsága alatt katolizált, előbb országbiróvá, majd nádori itélőmesterré nevezték ki, 1693-ban pedig a bárói rangot nyerte el, majd I. József 1707-ben a grófi méltóságot adományozta neki. Meghalt 1711-ben. Fiú utódja nem maradt, testvérei pedig a protestáns vallást elhagyni nem voltak hajlandók, ezért Sára testvérének unokáját, Dessewwffy Tamást fiául és örököséül fogadta, aki aztán felvette a Szirmay nevet és a Szirmay család grófi ágának törzsatyjává lett.  Szirmai Péter fia István gróf  terjedelmes birtokait érdekes végrendeletben, a többi között oly feltétellel hagyta örököseire, hogy azok katolikusok legyenek és Tamás vagy Jób nevet viseljenek, "miután ős is mint Tamás kételkedett a német emberségében s inkább még mint Jób szenvedett rabságaiban". Míg István mint kiváló államférfi érdemelt ki magának általános tiszteletet, öccse Tamás mint hires hadvezér szerzett érdemeket. Saját költségén egy ezred gyalogságot ( a József főherceg nevét viselő 37. számút) állított fel Mária Terézia védelmére és mint annak tulajdonosa és ezredese számos ütközetben vitézül harcolt. 1743-ban Amberg alatt a harcmezőn  halt hősi halált.
- II. István (1794-1857) – erősen konzervativ érzülete és az uralkodóház iránti feltétlen hódolata 1848-ban ellentétbe helyezték a nemzet közérzületével, és a szabadságharc kitörésében hazája vesztét látván, bár a legtisztább szándék által vezettetve, annak elnyomóival fogott kezet. Mint lojális alattvalót, hódolatának nyilvánítása közben érte a halál is, mikor Ferenc József 1857 szeptember 3-án  bevonulni készült Miskolcra, István gróf díszmagyar ruhában, lóháton indult fogadtatására, azonban szélhüdés véget vetett életének.

## A család grófi ága
- István (? – 1711) 1693-ban bárói, 1707: grófi címet nyer maga és örökbefogadott fiára, Dessewffy Tamásra kiterjesztve.[1] A Szirmay hitbizomány alapítója.[2]
- Alfréd (született: 1852 augusztus 10.) – Münchenben a legjelesebb mestereknél folytatott tanulmányokat, melyek sikerét számos szép festménye és szoborműve hirdeti; mint jeles régész birtokain végzett ásatásainak gazdag eredményét ő maga rendezte valóságos múzeummá. Szirmabessenyői kastélyában elvonultan élt, azonban minden hazafias és jótékony eszme buzgó támogatója volt.
- György (született: 1831 október 8.) – császári és királyi kamarás – Szerencsenélt, élénken részt vett a vármegyei mozgalmakban.
- Sándor (született: 1865 április 1.) – császári és királyi kamarás, főhadnagy a 4. huszárezredben, hol Lobkowitz herceg szárnysegédje volt.
- Ottó (született: 1867 március 5.) – a Krassó-Szörény vármegyében a telepítések miniszteri megbízottja.
- János (született 1869 október 30.) – nagybátyja Szirmay Alfréd gróf jószágkormányzója; a családi levéltár rendezésének nagy munkáját végezte.

A Szirmay család grófi ága férfiágon Szirmay Ottóval 1939-ben, majd leányágon Ottó leányával, Júliával 1983-ban kihalt.